# Bien común (filosofía)
En filosofía, se entiende por bien común, aquello que es compartido por y para beneficio de todos los miembros de una comunidad en sentido general, no sólo físico o económico.
Este término abarca el conjunto de aquellas condiciones de vida social, con las cuales los seres humanos, familias y la sociedad pueden lograr con mayor plenitud y facilidad su propio concepto de perfección.
En esta concepción, el bien común no es la suma de los bienes de cada uno de los miembros de la sociedad, ya que ese bien es indivisible y sólo con la colaboración de todos puede ser alcanzado, aumentado y protegido. Afecta a la vida de cada uno, exige prudencia, especialmente por parte de aquellos que ejercen autoridad. Posiciones fuertemente influidas por este punto de vista han sido incorporadas en las constituciones y legislaciones de numerosos países y es uno de los principios de la doctrina social de la Iglesia católica a partir de la encíclica Rerum Novarum. En la encíclicas posteriores se ha seguido profundizando en su concepto.
Esta percepción deriva de los clásicos griegos (principalmente Platón y Aristóteles)  a través de la tradición escolástica, especialmente del trabajo de quien es considerado su más grande representante: Tomás de Aquino, quien reintroduce el tema en su Suma teológica -cuestión 98- cuando al hablar sobre la esencia de la ley afirma que esta:

"no es más que una prescripción de la razón, en orden al bien común, promulgada por aquel que tiene el cuidado de la comunidad"

Asimismo, el bien común es también fin común. En las palabras de Píndaro: ''llega a ser el que eres''. A partir de eso, Tomás de Aquino sugiere:

"constituyéndose la ley ante todo por orden al bien común, cualquier otro precepto sobre un objeto particular no tiene razón de ley sino en cuanto se ordena al bien común. Por tanto, toda ley se ordena al bien común"

Esto supone que sería el deber común o general adecuar la acción de todos (por lo menos, dentro de ciertos límites) a la preservación u obtención de ese bien: “Si toda comunidad humana posee un Bien Común que la configura en cuanto tal, la realización más completa de este Bien Común se verifica en la comunidad política. Corresponde al Estado defender y promover el Bien Común de la sociedad civil, de los ciudadanos y de las instituciones intermedias” (CIC, n. 1910).

## En la doctrina social de la Iglesia católica

### En laRerum novarum
Algunas menciones en la Rerum Novarum:

"A través de estas cosas queda al alcance de los gobernantes beneficiar a los demás órdenes sociales y aliviar grandemente la situación de los proletarios, y esto en virtud del mejor derecho y sin la más leve sospecha de injerencia, ya que el Estado debe velar por el bien común como propia misión suya. Y cuanto mayor fuere la abundancia de medios procedentes de esta general providencia, tanto menor será la necesidad de probar caminos nuevos para el bienestar de los obreros."
Rerum novarum, número 23

"Mas, aunque todos los ciudadanos, sin excepción alguna, deban contribuir necesariamente a la totalidad del bien común, del cual deriva una parte no pequeña a los individuos, no todos, sin embargo, pueden aportar lo mismo ni en igual cantidad. Cualesquiera que sean las vicisitudes en las distintas formas de gobierno, siempre existirá en el estado de los ciudadanos aquella diferencia sin la cual no puede existir ni concebirse sociedad alguna. Es necesario en absoluto que haya quienes se dediquen a las funciones de gobierno, quienes legislen, quienes juzguen y, finalmente, quienes con su dictamen y autoridad administren los asuntos civiles y militares. Aportaciones de tales hombres que nadie dejará de ver que son principales y que ellos deben ser considerados como superiores en toda sociedad por el hecho de que contribuyen al bien común más de cerca y con más altas razones. Los que ejercen algún oficio, por el contrario, no aprovechan a la sociedad en el mismo grado y con las mismas funciones que aquellos, aunque también ellos concurren al bien común de modo notable, aunque menos directamente. Y, teniendo que ser el bien común de naturaleza tal que los hombres, consiguiéndolo, se hagan mejores, debe colocarse principalmente en la virtud. De todos modos, para la buena constitución de una nación es necesaria también la abundancia de los bienes del cuerpo y externos, «cuyo uso es necesario para que se actualice el acto de virtud». Y para la obtención de estos bienes es sumamente eficaz y necesario el trabajo de los proletarios, ya ejerzan sus habilidades y destreza en el cultivo del campo, ya en los talleres e industrias. Más aún: llega a tanto la eficacia y poder de los mismos en este orden de cosas, que es verdad incuestionable que la riqueza nacional proviene no de otra cosa que del trabajo de los obreros. La equidad exige, por consiguiente, que las autoridades públicas prodiguen sus cuidados al proletario para que este reciba algo de lo que aporta al bien común, como la casa, el vestido y el poder sobrellevar la vida con mayor facilidad. De donde se desprende que se habrán de fomentar todas aquellas cosas que de cualquier modo resulten favorables para los obreros. Cuidado que dista mucho de perjudicar a nadie, antes bien aprovechará a todos, ya que interesa mucho al Estado que no vivan en la miseria aquellos de quienes proveen unos bienes tan necesarios."
Rerum novarum, número 25

.

### En el pensamiento de Maritain
El Bien común es uno de los conceptos claves de la filosofía política de Jacques Maritain. Para este filósofo católico, el fin de la sociedad política es perseguir el bien común. Pero este bien común no es la mera suma de los bienes particulares, pues, como Aristóteles nos enseña, ''incluso en el orden matemático seis es algo más que tres más tres''. Es decir, que el número seis tiene vigencia propia e independiente de los sumandos e incluso puede ser resultado de otros diferentes. Y, a su vez, puede combinarse con entidad propia en la serie de los números, en cifras de valor absoluto y relativo ad infinitum.
Repite:

[...] con Santo Tomás que cada persona individual es, con respecto a toda la comunidad, lo que la parte con respecto al todo. Esto diferencia el modo de pertenencia a la sociedad estatal de cualquier otra de fines específicos. El hombre se compromete por completo en esta sociedad civil, su vida, sus bienes, su honor. No así en un sindicato, un club o una academia.

Pero ese compromiso, aunque total, no ocurre en virtud de cuanto hay en la persona y cuanto le pertenece. Dice Maritain:

Formo parte del Estado en razón de ciertas relaciones con cosas de la vida común que afectan a todo mi ser, pero en razón de otras relaciones (que también afectan a todo mi ser), con cosas más importantes que la vida en común hay en mí bienes y valores que no existen por el Estado ni para el Estado y que están fuera del Estado.

Por su carácter de bonum, el bien común no puede ser una resultante del simple querer individual, el pecado rousseaniano de desencajar la voluntad de su propia naturaleza. Ni la mayoría ni la unanimidad pueden cambiar la idiosincrasia de la bondad. La democracia no es simple aritmética. Los valores humanos no obedecen a criterios estadísticos. La calidad no es procreación de la cantidad.
Por carácter de común, este bien abarca tanto a la sociedad como a la persona. Es pues común "al todo y a las partes, digo a las partes como si fueren todos, porque la noción misma de persona, significa totalidad". En otras palabras, en tanto se es "individuo" se es parte de la sociedad y en cuanto se es "persona ", es decir, algo más que simple fragmento de materia, se participa de lo social en cuanto se permite al hombre la realización plena de sus más altas funciones en este sentido, "per se". No es el ser humano simple elemento sirviente del Estado. Este personalismo de Maritain es asiento básico para condenar toda forma de totalitarismo que siempre pretende absorber hasta las funciones más espirituales del ciudadano. Y, al mismo tiempo, implica un rechazo de la tesis individualista liberal que considera al hombre como simple átomo social.
Aunque resulta obvio no está de más insistir, y es el propio Maritain quien lo expresa, que el individuo y la persona no son dos seres distintos:

"No existe en mí una realidad que se llama individuo y otra que se dice persona, sino que es un mismo ser, el cual, en un sentido es individuo y en otro es persona. Todo yo soy individuo en razón de lo que poseo por la materia, y todo entero, persona, por lo que me viene del espíritu."
Maritain

Según Maritain, el bien común implica tres elementos fundamentales: 
1) Redistribución, ayuda al desarrollo personal.
2) Autoridad, es su fundamento.
3) Moralidad intrínseca.
Es decir, la función del bien común obliga a compartir los bienes sociales para beneficio de la persona, para su perfección. De ahí que todo bien comunitario revierte sobre las personas, se redistribuye la participación común. Maritain trató de resumir o de empatar el doble aspecto de su doctrina: personalismo comunitario. La autoridad ha de imponerse sólo tanto cuanto sea necesario a estos propósitos comunitarios. Y no se puede justificar el maquiavelismo para explicar la acción estatal. Una ley injusta no es ley.

### Elementos de la definición
Implica:
- El conjunto de condiciones de la vida social: estructuras, libertad, orden, seguridad, educación, empleo, salud (perfeccionamiento físico y espiritual), justicia, familia, vivienda, religión (el hombre tiene una dimensión sobrenatural que es preciso desarrollar);
- Asociaciones y cada uno de sus miembros: integrantes de la sociedad agrupados o individualmente;
- El logro de su propia perfección: plenitud de las potencias.

- Respeto a la persona en cuanto tal. En nombre del Bien Común, las autoridades están obligadas a respetar los derechos fundamentales e inalienables de la persona humana. La sociedad debe permitir a cada uno de sus miembros realizar su vocación. En particular, el Bien Común reside en las condiciones de ejercicio de las libertades naturales que son indispensables para el desarrollo de la vocación humana:

"derecho a actuar de acuerdo con la recta norma de su conciencia, a la protección de la vida privada y a la justa libertad, también en materia religiosa"
GS 26, 2, CIC, n. 1907

- Bienestar social y desarrollo del grupo mismo. El desarrollo es el resumen de todos los deberes sociales. Ciertamente, corresponde a la autoridad decidir, en nombre del Bien Común, entre los diversos intereses particulares; pero debe facilitar a cada uno lo que necesita para llevar una vida verdaderamente humana: alimento, vestido, salud, trabajo, educación y cultura, información adecuada, derecho a fundar una familia, etc. (Cfr. GS 26, 1)” (CIC, n. 1908);

- Implica paz, es decir, estabilidad y seguridad de un orden justo. Supone, por tanto, que la autoridad garantiza por medios honestos, la seguridad de la sociedad y la de sus miembros. El Bien Común fundamenta el derecho a la legítima defensa individual y colectiva (CIC, n. 1909).

En definitiva son cuatro los elementos que constituyen el Bien Común: 
1. Las condiciones sociales de paz, justicia y libertad.
2. Un conjunto de bienes materiales, educativos, éticos.
3. Equidad en el reparto de esos bienes.
4. Una adecuada organización social.

### Características del bien común

#### Es objetivo
Es uno de los principios que rigen la vida social que es preciso tener siempre presente. Es, también, uno de los conceptos más desgastados y ambiguos, pues se lo confunde con bienestar, o calidad de vida -visión ampliada del bienestar-. Pero estos conceptos centran el fin de la sociedad en el individuo autónomo y nada tienen que ver con el concepto de Bien Común.

#### Deriva de la naturaleza humana
El concepto de bien común “está íntimamente ligado a la naturaleza humana. Por ello, no se puede mantener su total integridad más que en el supuesto de que, atendiendo a la íntima naturaleza y efectividad del mismo, se tenga siempre en cuenta el concepto de la persona humana” (PT, n. 55).
No es la suma de los bienes individuales, tampoco la sociedad es la mera suma de los individuos. La sociedad es necesaria para que la persona se realice como tal, y debe presentar una serie de condiciones que hagan posible el desarrollo simultáneo de la persona y de ella misma, hacia la perfección que se dará histórica y culturalmente. No se habla aquí de unas condiciones mínimas de desarrollo ni de algo necesariamente material (aunque lo material forma parte de la “integridad” del desarrollo humano). Se habla de condiciones de posibilidad.

#### Redunda en provecho de todos
El Bien Común está siempre orientado hacia el progreso de las personas: ‘el orden social y su progreso deben subordinarse al bien de las personas y no al contrario’ [...]. Este orden tiene por base la verdad, se edifica en la justicia, es vivificado por el amor
CIC, n. 1906-9 y 1912

En cuanto a la subordinación a las exigencias del Bien Común, las personas 

deben proceder necesariamente sin quebranto alguno del orden moral y del derecho establecido, procurando armonizar sus derechos y sus intereses con los derechos y los intereses de las demás categorías económicas profesionales, y subordinar los unos y los otros a las exigencias del Bien Común.
MM, n. 147

aunque en grados diversos, según las categorías, méritos y condiciones de cada ciudadano. Por este motivo, los gobernantes han de orientar sus esfuerzos a que el Bien Común redunde en provecho de todos, sin preferencia alguna por persona o grupo social determinado [...]. No se puede permitir en modo alguno que la autoridad civil sirva al interés de unos pocos, porque está constituida para el Bien Común de todos. Sin embargo, razones de justicia y de equidad pueden exigir, a veces, que los hombres de gobierno tengan especial cuidado de los ciudadanos más débiles, que pueden hallarse en condiciones de inferioridad, para defender sus propios derechos y asegurar sus legítimos intereses.
PT, n. 56

Todo grupo social debe tener en cuenta las necesidades y las legítimas aspiraciones de los demás grupos; más aún, debe tener muy en cuenta el bien común de toda la familia humana.
GS, n. 26

La persona [...] se ordena al Bien Común, porque la sociedad, a su vez, está ordenada a la persona y a su bien, estando ambas subordinadas al bien supremo, que es Dios.
IBÁÑEZ LANGLOIS, JOSÉ MIGUEL, o.c., p. 86

La sociedad se ordena a la persona; 

en consecuencia, el bien de la persona está por encima (es la razón de ser) del Bien Común. Pero el hombre, como individuo, se ordena al Bien Común: el Bien Común está por encima del bien individual. El bien de la persona no se alcanza sino en su trascenderse en la búsqueda del Bien Común
Ibídem

.
Sencillamente, no pueden oponerse Bien Común y bien de la persona: la persona que se cierra en su individualidad frustra su propio bien, a la par que frustra la posibilidad de la consecución del bien de los demás.

El Bien Común de un grupo social es pues el fin común por el cual los integrantes de una sociedad se han constituido y relacionado en ella. Ese Bien Común tiene como característica distintiva el hecho de que por su propia naturaleza es esencialmente participable y comunicable a los integrantes del grupo social
ZANOTTI GABRIEL, Economía de Mercado y Doctrina Social de la Iglesia, Edit El Belgrano, p. 22

.

#### Abarca a todo el hombre
Abarca a todo el hombre, es decir, tanto a las exigencias del cuerpo como a las del espíritu. De lo cual se sigue que los gobernantes deben procurar dicho bien por las vías adecuadas y escalonadamente, de tal forma que, respetando el recto orden de los valores, ofrezcan al ciudadano la prosperidad material y al mismo tiempo los bienes del espíritu
PT, n. 57

.

Abarca todo un conjunto de condiciones sociales que permitan a los ciudadanos el desarrollo expedito y pleno de su propia perfección
MM, n. 19

.
El hombre, por tener un cuerpo y un alma inmortal, no puede satisfacer sus necesidades de un modo absoluto ni conseguir en esta vida mortal su perfecta felicidad. Esta es la razón por la cual el Bien Común debe procurarse por tales vías y con tales medios, que no sólo no pongan obstáculos a la salvación eterna del hombre, sino que, por el contrario, le ayuden a conseguirla (Cfr. PT, n. 59).

#### Obliga al Estado
La razón de ser de cuantos gobiernan radica por completo en el Bien Común. De donde se deduce claramente que todo gobernante debe buscarlo, respetando la naturaleza del propio Bien Común y ajustando al mismo tiempo sus normas jurídicas a la situación real de las circunstancias
 PT, n. 54

.
Siendo superior al interés privado, es inseparable del bien de la persona humana, comprometiendo a los poderes públicos a reconocer, respetar, acomodar, tutelar y promover los derechos humanos y volver más fácil el cumplimiento de las respectivas obligaciones. Por consiguiente, la realización del Bien Común puede considerarse la razón misma de ser de los poderes públicos, los que están obligados a llevarlo a cabo en provecho de todos los ciudadanos y de todo hombre, considerado en su dimensión terrena-temporal y trascendente- respetando una justa jerarquía de valores, y los postulados de las circunstancias históricas (Cfr. PT: AAS 55 (1963) 272).

Si toda comunidad humana posee un Bien Común que la configura en cuanto tal, la realización más completa de este Bien Común se verifica en la comunidad política. Corresponde al Estado defender y promover el Bien Común de la sociedad civil, de los ciudadanos y de las instituciones intermedias
CIC, n. 1910

.
Ha de ser considerado como un valor de servicio y de organización de la vida social, del nuevo orden de la convivencia humana. Pero no sólo el Estado debe aportar las condiciones, es tarea de todos.
Caben dos extremos:
- El Estado providencia que se encarga de todo, peca por exceso. Se busca el perfeccionamiento del hombre, pero éste ha de poner de su parte. Si el Estado impone las condiciones coarta la libertad individual.

- El Estado liberal en el que cada uno se ocupa de sí mismo, peca por defecto.

#### Obliga al ciudadano
Todos los individuos y grupos intermedios tienen el deber de prestar su colaboración personal al Bien Común. De donde se sigue la conclusión fundamental de que todos ellos han de acomodar sus intereses a las necesidades de los demás, y deben enderezar sus prestaciones en bienes o servicios al fin que los gobernantes han establecido, según normas de justicia y respetando los procedimientos y límites fijados por el gobierno
PT, n. 53

Actualmente, al no afrontarse con frecuencia los problemas sociales según criterios de justicia y moralidad, sino de acuerdo con criterios económicos e ideológicos;

se está perdiendo en la sociedad la capacidad de decidir según el Bien Común; y esto está provocando, en el individuo, una creciente incapacidad para encuadrar los intereses particulares en una visión coherente del Bien Común
CA, n. 47

Por lo mismo, se suele señalar la importancia de los elementos económicos y como suele impactar a los individuos;

"La economía es el método, el objetivo es cambiar el corazón y el alma".
Margaret Thatcher